# Southern Methodist University Women's Volleyball
La Southern Methodist University Women's Volleyball è la squadra pallavolo femminile appartenente alla Southern Methodist University, con sede a Dallas (Texas): milita nella Atlantic Coast Conference della NCAA Division I.

## Storia
Il programma di pallavolo femminile della Southern Methodist University viene fondato nel 1996 e affiliato alla Western Athletic Conference. Si trasferisce nella Conference USA nel 2005, approdando quindi nella American Athletic Conference nel 2013: conquista tre titoli di conference, ottenendo altrettante partecipazioni a torneo NCAA Division I. Dal 2024 milita nella Atlantic Coast Conference.

## Record
| Piazzamento          |   | Edizione                                         |
| -------------------- | - | ------------------------------------------------ |
| Tornei NCAA          | 4 | Secondo turno: 3 2016, 2023, 2024                |
| Tornei NCAA          | 4 | Primo turno: 1 2015                              |
| Titoli di conference | 3 | American Athletic Conference: 3 2015, 2016, 2023 |

## Conference
- Western Athletic Conference: 1996-2004
- Conference USA: 2005-2012
- American Athletic Conference: 2013-2023
- Atlantic Coast Conference: 2024-

## All-America
- Naya Shimé (2024)

## Allenatori
- Lisa Seifert: 1996-